# Srebrna (województwo podlaskie)
Srebrna (niem. Klein Königshuld) – wieś w Polsce położona w województwie podlaskim, w powiecie zambrowskim, w gminie Szumowo.
Obok miejscowości przepływa rzeczka Łętówka, dopływ Broku Małego.
| SIMC    | Nazwa        | Rodzaj    |
| ------- | ------------ | --------- |
| 0407990 | Jarzębie     | część wsi |
| 0408008 | Podbiel Duża | część wsi |

Wierni kościoła rzymskokatolickiego należą do parafii Najświętszej Maryi Panny Częstochowskiej w Szumowie.

## Historia
Dawniej wieś duchowna położona  była w drugiej połowie XVI wieku w powiecie nurskim ziemi nurskiej województwa mazowieckiego.
Legenda głosi, ze uciekający Szwedzi, w obawie utraty swojego skarbu, zakopali na tych terenach srebrno. Stąd też wzięła się nazwa wsi.
W latach 1921 – 1939 wieś i folwark leżał w województwie białostockim, w powiecie łomżyńskim, w gminie Szumowo.
Według Powszechnego Spisu Ludności z 1921 roku zamieszkiwało:
- wieś – 665 osoby, 658 było wyznania rzymskokatolickiego, 7 prawosławnego. Jednocześnie 658 mieszkańców zadeklarowało polską przynależność narodową, 7 rosyjską. Były tu 93 budynki mieszkalne[9]. Miejscowość należała do parafii rzymskokatolickiej w Szumowie. Podlegała pod Sąd Grodzki w Zambrowie i Okręgowy w Łomży; właściwy urząd pocztowy mieścił się w Szumowie
- folwark – 42 osoby w 3 budynkach mieszkalnych[10].

W wyniku napaści ZSRR na Polskę we wrześniu 1939 miejscowość znalazła się pod okupacją sowiecką. Od czerwca 1941 roku pod okupacją niemiecką. Od 22 lipca 1941 do 1945 włączona w skład Landkreis Lomscha, Bezirk Bialystok III Rzeszy. W latach 1975–1998 miejscowość administracyjnie należała do województwa łomżyńskiego.
Ze względu na rozległy obszar, mieszkańcy podzielili Srebrną na „dzielnice” m.in. Podbiel Duża, Podbiel Mała, Jarzębie, Brzeg oraz Parcele.

## Współcześnie
Srebrna liczy 679 mieszkańców, 343 kobiety i 336 mężczyzn (stan na dzień 31.12.2020). Ludność reprezentowana jest przez 2 sołtysów i 2 radnych. Większość ludzi trudni się rolnictwem, jednak jest to mało dochodowe i dużo (szczególnie młodych) osób wyjeżdża za granicę. Są tu 2 sklepy spożywcze, bar, szkoła podstawowa oraz Ochotnicza Straż Pożarna. Była też mleczarnia (zlikwidowana), filia poczty w Szumowie (zlikwidowana), przedsiębiorstwo usługowe - handlowe oraz zakład stolarski.
Przed budynkiem szkoły znajduje się pomnik z 4 tablicami, na których widnieją nazwiska poległych w czasie II wojny światowej. Jest również kamień upamiętniający odzyskanie niepodległości przez Polskę.